# بیمارستان بعثت (اشکنان)
بیمارستان بعثت اشکنان واقع در استان فارس، شهرستان لامرد (اشکنان) بیمارستانی است دانشگاهی و درمانی وابسته به دانشگاه علوم پزشکی شیراز با ظرفیت ۸۰ تخت ثابت که در سال ۱۳۶۴ شمسی تأسیس گردید.
هم‌اکنون این بیمارستان دارای بخش‌های اتاق عمل، زایشگاه، اورژانس، پست پارتوم، لیبر، ENT، ارولوژی، اطفال، جراحی زنان و زایمان، جراحی عمومی، چشم
و دیگر واحدهای پاراکلینیکی و درمانگاهی می‌باشد.